# Nishikan, Niigata
Nishikan (西蒲区 Nishikan-ku) là quận thuộc thành phố Niigata, tỉnh Niigata, Nhật Bản. Tính đến ngày 1 tháng 10 năm 2020, dân số ước tính của quận là 54.546 người và mật độ dân số là 310 người/km2. Tổng diện tích của quận là 176,6 km2.

## Địa lý

### Đô thị lân cận
- Niigata
  - Niigata
    - Nishi
    - Minami

  - Yahiko
  - Tsubame
  - Nagaoka